# ثمرة
الثَّمَرَةُ (الجمع: ثَمَرَاتٌ، وثَمَرٌ، وثِمَارٌ، وثُمُرٌ، وأَثْمَارٌ)، في علم النبات، هي مبيض الزهرة الناضج، وهي عضو يحمل البذرة ويحميها؛ فهي وسيلة تكاثر ونشر للبذور في النباتات المزهرة. وتؤكل كثير من الثمار، للإنسان والحيوان.

## تطور الثمار
تتكون الثمار من نضج الزهرة أو الأزهار زيم الذي يتكون منه كل جسم الثمرة،
يتوقف تكوين الثمار والبذور على حدوث عمليتي التلقيح والإخصاب وهي اتحاد الجاميطات المذكرة Sperms الناتجة عن إنبات حبوب اللقاح بالجاميطات المؤنثة أو البويضات Eggs الموجودة في مبيض الزهرة. وحيث أن البويضات توجد دائماً داخل المبيض لذلك يجب أن تنتقل إليها الجاميطات المذكرة وتسمى عملية الانتقال هذه بعملية التلقيح.
أما عملية الإخصاب فتبدأ عندما تصل الأنبوبة اللقاحية إلى نسيج البويضة وتدخل الأنبوبة اللقاحية إلى فجوة المبيض حاملة الجاميطة المذكرة التي تندمج أو تتحد مع الجاميطة المؤنثة، وعملية الاندماج هذه تعرف بالإخصاب والتي بواسطتها يتكون الجنين. وتوجد مدة زمنية تبدأ منذ إنبات حبة اللقاح واختراقها نسيج الميسم حتى عملية الإخصاب وهذه المدة تختلف طولاً في النباتات تبعاً لسرعة سير الأنبوبة اللقاحية أو بطئها، فقد تبلغ يومين أو ثلاثة أيام أو أكثر في عدد كبير من النباتات وقد تمتد هذه المدة فتبلغ 11 شهراً كما في بعض أنواع البلوط أو تصل إلى سنتين كما في الصنوبر.
وعادة يتم التلقيح أو انتقال حبوب اللقاح إلى مياسم الكرابل بالملامسة وذلك عندما تكون المتوك والمياسم متجاورة الوضع وتنضج في وقت واحد أو بالجاذبية وذلك في حالة ارتفاع متوك الأسدية عن المياسم وقد يحدث التلقيح بفعل الرياح أو الحشرات أو المياه أو الطيور أو الإنسان.

## أنواع الثمار

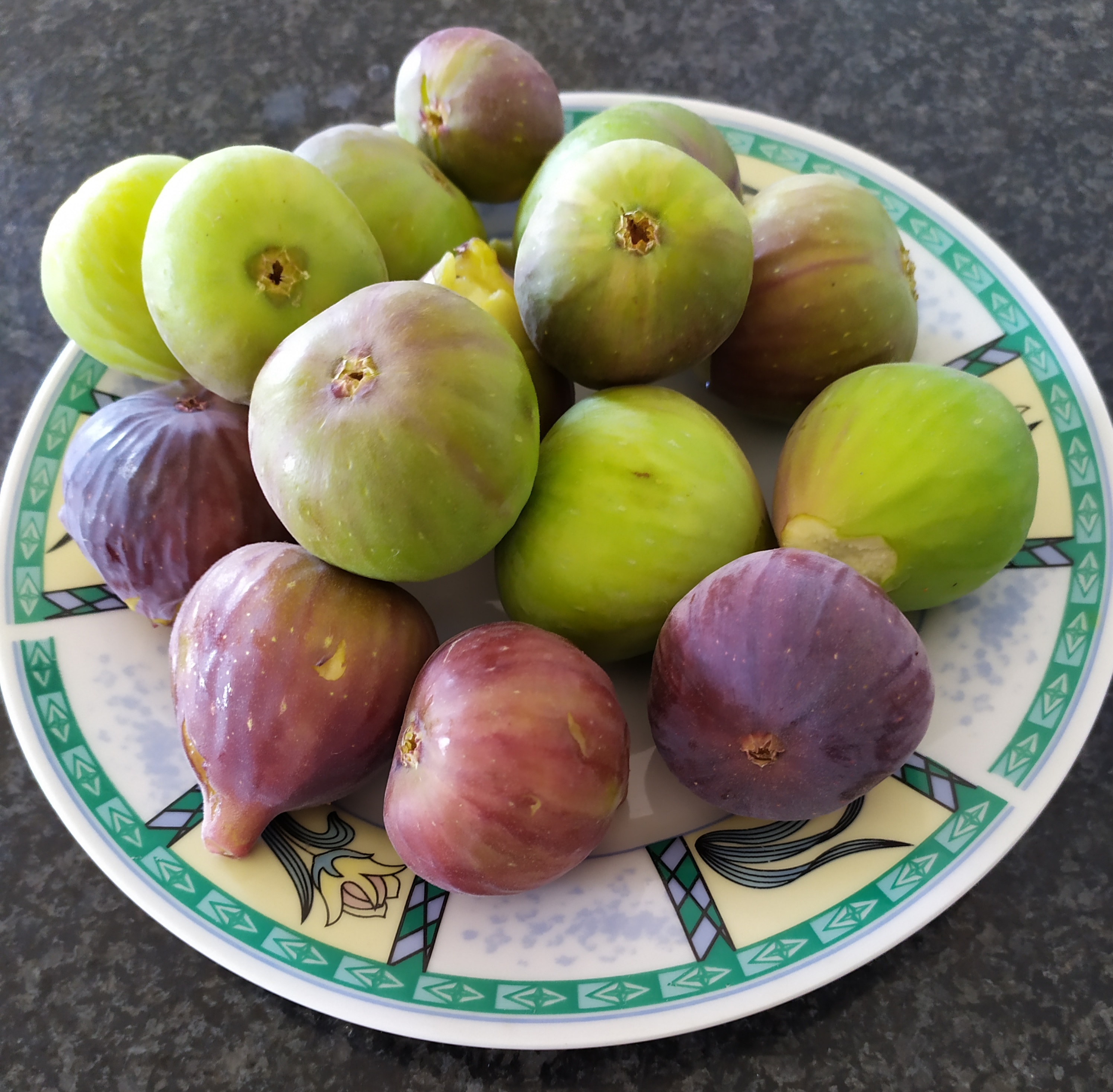
ثمار أشجار التين

تقسم الثمار تبعاً لأصلها الزهري إلى ثلاث مجموعات:
1. الثمار البسيطة
2. الثمار المركبة
3. الثمار المتجمعة

### الثمار البسيطة

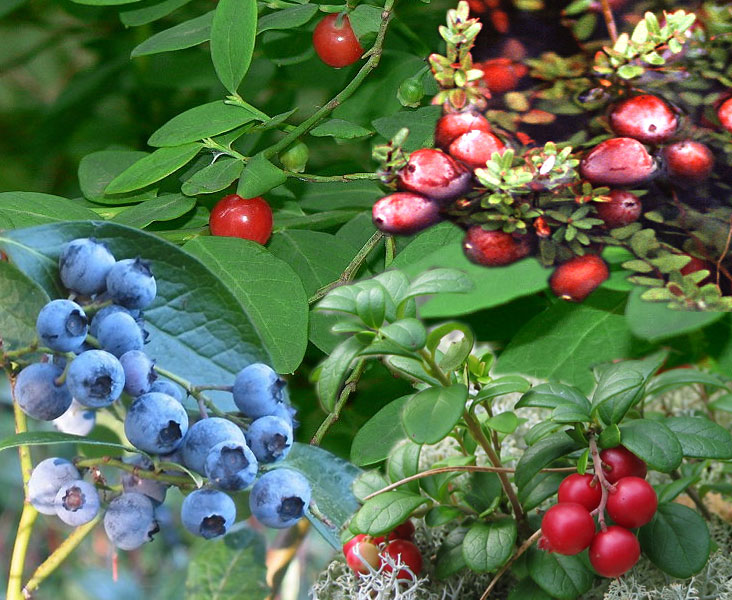
التوت هي الفاكهة البسيطة المكتنزة. من اليمين باتجاه عقارب الساعة: التوت البري، عنبية كرمة إيديه، التوت الأزرق أحمر توت هاكل

وهي الثمار التي تنشأ من زهرة واحدة وحيدة المبيض سواء كان ناتجا من خباء واحد أو عدة أخبية ملتحمة.

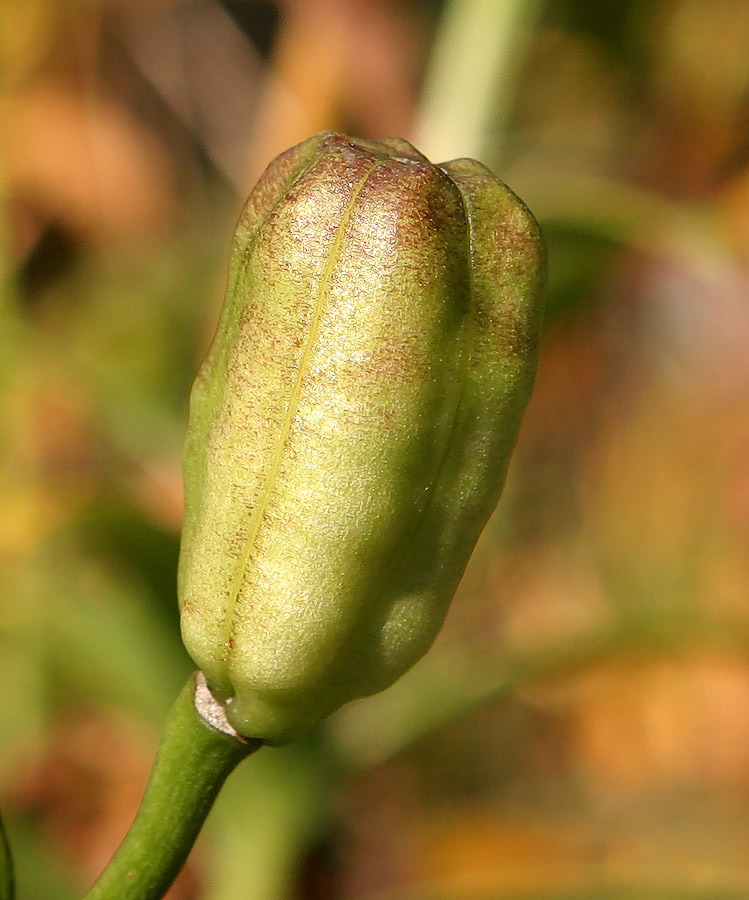
ليليم كبسولة فاكهة غير ناضجة

#### الثمار الجافة
وفيها تكون الأغلفة الثمرية الثلاثة جافة، وقد تكون قابلة للانفتاق عند النضج (بالإنجليزية: Dechiscent)‏ أو غير منفتقة (بالإنجليزية: Indechiscent)‏.

##### الثمار المنفتقة
- العلبة
- الخردلة
- القرن
- الجرابية

##### الثمار غير المنفتقة
- الجناحية (بالإنجليزية: Samara)‏
- البندقة (بالإنجليزية: Nut)‏
- الفقيرة (بالإنجليزية: Achene)‏
- البرة (بالإنجليزية: Caryopsis)‏

#### الثمار البسيطة الغضة
وهي ثمار لحمية وعصيرية غليظة عادة. ويتكون الغلاف الثمري من ثلاث طبقات هي: الطبقة الخارجية والطبقة الوسطى والطبقة الداخلية. هناك أنواع مختلفة من الثمار الغضة وهي:
- حسلة
- عوزة
- ثمرة ليمونية (بالإنجليزية: Hesperidium)‏
- ثمرة قرعية (بالإنجليزية: Pepo)‏
- ثمرة تفاحية (بالإنجليزية: Pome)‏
- ثمرة ملحقة (بالإنجليزية: Accessory  fruit)‏

### الثمار المتكدسة
مثل ثمرة التوت، التي تتكون من ثمار صغيرة متجمعة على عمود أو سويقة صغيرة، ولكنها لا تندمج معا.

### الثمار المركبة
هي ثمار أنتجت من مجموعة من الأزهار بحيث تنتج كل زهرة ثمرة، وتندمج معا لتنضج في كتلة واحدة.

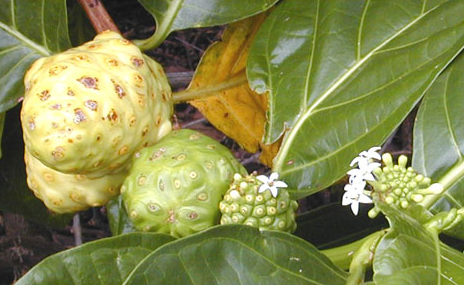
في بعض النباتات، مثل نوني، يتم إنتاج الزهور بانتظام على طول الساق، ومن الممكن أن نرى أزهارا وثمارا في بداية التطور وثمارا ناضجة في نفس الوقت.

ومن الأمثلة على ذلك الأناناس، التين